# Astra 2F
Az Astra 2F egy luxemburgi kommunikációs műhold.

## Küldetés
A műhold biztosítja a teljes körű televíziós műsorszóró szolgáltatást, beleértve a HDTV és más fejlett audiovizuális és a széles sávú szolgáltatásokat. Szolgáltatást a Brit-szigeteken, Egyesült Királyságban és Írországban valamint Európában, Közel-Keleten, Afrikában és a Nyugat-Ázsiában végez.

## Jellemzői
Gyártotta a EADS Asátrium (francia), üzemeltette a Société Européenne des Satellites-Astra (SES Global – korábban SES Astra) Európa műhold üzemeltető magáncége. Felépítése az Astra 2E műholddal megegyező. Társműholdja az GSat 10 (indiai) műhold.
Megnevezései:  COSPAR: 2012-051A; SATCAT kódja: 38778.
2012. szeptember 28-án a Guyana Űrközpontból, az ELA-3. számú indítóállványról egy Ariane–5 (ECA VA-209) hordozórakétával állították közepes magasságú Föld körüli pályára (MEO = Medium Earth Orbit). Az orbitális pályája 1436,02 perces, 0,01° hajlásszögű, Geoszinkron pálya perigeuma 35 777 kilométer, az apogeuma 35 805 kilométer volt.
Alakja téglahasáb, felszálló tömeg 5968, 52 660 kilogramm. Szolgálati idejét 15 évre tervezték. Három tengelyesen stabilizált (Nap-Föld érzékeny) űreszköz. 66 televíziós csatorna, valamint videó és internet szolgáltatást végez. Telemetriai szolgáltatását antennák segítik. Információ lejátszó KU-sávos, 60 Ku + 3Ka aktív transzponder biztosította Európa lefedettségét. Az űreszközhöz napelemeket (gallium-arzenid) rögzítettek (kinyitva 40 méter; 13 kW), éjszakai (földárnyék) energia ellátását újratölthető kémiai (lítiumion) akkumulátorok biztosítják. A stabilitás és a pályaelemek elősegítése érdekében (monopropilén hidrazin) gázfúvókákkal felszerelt.